# Lucas Valle
Lucas Gabriel Valle (n. 24 de noviembre de 1992, Rawson, Provincia del Chubut) es un piloto argentino de automovilismo de velocidad. Iniciado en el ambiente de los karting, debutó profesionalmente en el año 2010 dentro de la categoría Fórmula Metropolitana, compitiendo hasta el año 2012. Tras su período de adaptación, en 2012 se estrenó compitiendo en la divisional Junior de la Top Race, debutando al comando de un Ford Mondeo II, atendido por su equipo familiar, el RV Racing Sports. En el año 2013, ascendió a la divisional Top Race Series, donde compitió hasta 2014. Tras esta participación, en 2015 dejaría el TR Series para competir en la divisional TC Mouras, donde condujo alternativamente un Dodge Cherokee y un Ford Falcon. Tras esta incursión, retornó al TR Series en el año 2016, compitiendo al comando de un prototipo identificado con los rasgos del modelo de producción Chevrolet Cruze I, con el cual finalmente conquistó su primer título profesional en el automovilismo argentino, proclamándose Campeón de Top Race Series.
Además de desarrollar la mayor parte de su carrera deportiva dentro de la escudería RV Racing Sports, dirigida por su padre Roberto, Lucas compitió a la par de su hermano mellizo Maximiliano Valle, con quien además de formar parte del mismo equipo, incursionó en las mismas categorías compartiendo pista.

## Trayectoria
| Temporada                      | Categoría               | Equipo                     | Automóviles            | Carreras | Victorias | Podios | Poles | VR    | Puntos | Pos.  |
| ------------------------------ | ----------------------- | -------------------------- | ---------------------- | -------- | --------- | ------ | ----- | ----- | ------ | ----- |
| 2010                           | Fórmula Metropolitana   | Croizet Racing             | Crespi-Renault         | 6        | 0         | 0      | 0     | 0     | 10.00  | 20.º  |
| 2011                           | Fórmula Metropolitana   | Ré Competición             | Crespi-Renault         | 10       | 0         | 1      | 0     | 0     | 64.00  | 7.º   |
| 2011                           | Fórmula 4 APAP          | Ré Competición             | Crespi-Renault         | 1        | 0         | 0      | 0     | 0     | 8.00   | 36.º  |
| 2012                           | Top Race Junior         | RV Racing Sports           | Ford Mondeo II         | 11       | 2         | 3      | 1     | 2     | 120.00 | 6.º   |
| 2013                           | Top Race Junior         | RV Racing Sports           | Ford Mondeo II         | 5        | 1         | 2      | 0     | 0     | 98.00  | 3.º   |
| 2013                           | Top Race Series         | RV Racing Sports           | Ford Mondeo III        | 1        | 0         | 0      | 0     | 0     | 40.00  | 13.º  |
| 2013                           | Top Race Series         | RV Racing Sports           | Fiat Linea             | 6        | 0         | 0      | 0     | 0     | 40.00  | 13.º  |
| 2014                           | Top Race Series         | RV Racing Sports           | Chevrolet Cruze Series | 11       | 0         | 1      | 0     | 0     | 15.00  | 8.º   |
| 2015                           | TC Mouras               | RV Racing Sports           | Dodge Cherokee         | 9        | 0         | 2      | 0     | 0     | 275.50 | 20.º  |
| 2015                           | TC Mouras               | Ugalde Competición         | Ford Falcon            | 2        | 0         | 0      | 0     | 0     | 275.50 | 20.º  |
| 2016                           | Top Race Series         | RV Racing Sports           | Chevrolet Cruze Series | 11       | 3         | 3      | 5     | 2     | 155.00 | 1.º   |
| 2017                           | Top Race V6             | RV Racing Sports           | Mercedes-Benz C W204   | 14       | 0         | 0      | 0     | 0     | 8      | 22.º  |
| 2018                           | Top Race V6             | RV Racing Sports           | Mercedes-Benz C W204   | 12       | 0         | 0      | 0     | 0     | 35     | 14.º  |
| 2018                           | Buenos Aires 1000 de TC | Mangoni Motorsport by Dose | Chevrolet Chevy        | 1        | 0         | 0      | 0     | 0     | 0.00   | Inv.  |
| 2019                           | Top Race V6             | GF 3M Top Race Team        | Mercedes-Benz C W204   | 6        | 0         | 0      | 0     | 0     | 67.00  | 10.º  |
| 2019                           | Top Race V6             | GF 3M Top Race Team        | Mitsubishi Lancer GT   | 10       | 0         | 1      | 0     | 0     | 67.00  | 10.º  |
| 2020                           | Top Race V6             | Azar Motorsport            | Mitsubishi Lancer GT   | 9        | 0         | 0      | 0     | 1     | 80.00  | 5.º   |
| 2020                           | TC Mouras               | Coiro Dole Racing          | Chevrolet Chevy        | 7        | 0         | 0      | 0     | 0     | 156.50 | 23.º  |
| 2021                           | TC Mouras               | JP Carrera                 | Dodge Cherokee         | 15       | 1         | 1      | 2     | 2     | 456.00 | 6.º   |
| 2022                           | TC Pista                | JP Carrera                 | Dodge Cherokee         | 15       | 1         | 2      | 0     | 1     | 321.00 | 12.º  |
| 2023                           | TC Pista                | JP Carrera                 | Dodge Cherokee         | 15       | 0         | 4      | 0     | 0     | 359.75 | 9.º   |
| 2023                           | TC Pick Up              | JP Carrera                 | Ford Ranger            | 11       | 0         | 1      | 1     | 0     | 284.50 | 13.º  |
| 2024                           | TC Pista                | RV Racing Sports           | Dodge Cherokee         | 12       | 1         | 1      | 1     | 1     | 218.50 | 18.º  |
| 2024                           | TC Pick Up              | RV Racing Sports           | Ford Ranger            | 5        | 0         | 0      | 0     | 0     | 69.00  | 25.º  |
| Referencias                    | [ 7 ]                   | [ 7 ]                      | [ 7 ]                  | [ 7 ]    | [ 7 ]     | [ 7 ]  | [ 7 ] | [ 7 ] | [ 7 ]  | [ 7 ] |
| En cursiva: Temporada en curso |                         |                            |                        |          |           |        |       |       |        |       |

## Resultados

### Top Race
| Temporada | Categoría       | Equipo           | Automóvil              | Posición            |
| --------- | --------------- | ---------------- | ---------------------- | ------------------- |
| 2012      | Top Race Junior | RV Racing Sports | Ford Mondeo II         | 6.º (120.00 puntos) |
| 2013      | Top Race Junior | RV Racing Sports | Ford Mondeo II         | 3.º (98.00 puntos)  |
| 2013      | Top Race Series | RV Racing Sports | Ford Mondeo III        | 13.º (40.00 puntos) |
| 2013      | Top Race Series | RV Racing Sports | Fiat Linea             | 13.º (40.00 puntos) |
| 2014      | Top Race Series | RV Racing Sports | Chevrolet Cruze Series | 8.º (15.00 puntos)  |
| 2016      | Top Race Series | RV Racing Sports | Chevrolet Cruze Series | 1.º (155.00 puntos) |
| 2017      | Top Race V6     | RV Racing Sports | Mercedes-Benz C-204    | 22.º (8.00 puntos)  |
| 2018      | Top Race V6     | 3M Top Race Team | Mitsubishi Lancer GT   | 14.º (35.00 puntos) |
| 2019      | Top Race V6     | 3M Top Race Team | Mercedes-Benz C-204    | 10.º (67.00 puntos) |
| 2019      | Top Race V6     | 3M Top Race Team | Mitsubishi Lancer GT   | 10.º (67.00 puntos) |
| 2020      | Top Race V6     | Azar Motorsport  | Mitsubishi Lancer GT   | 5.º (80.00 puntos)  |

### Resultados completos TC Mouras
| Temporada          | Temporada      | Fechas | Fechas | Fechas | Fechas | Fechas | Fechas | Fechas | Fechas | Fechas | Fechas | Fechas | Fechas | Fechas | Fechas | Posición final      |
| Equipo             | Automóvil      | Fechas | Fechas | Fechas | Fechas | Fechas | Fechas | Fechas | Fechas | Fechas | Fechas | Fechas | Fechas | Fechas | Fechas | Posición final      |
| 2015               | 2015           | 01     | 02     | 03     | 04     | 05     | 06     | 07     | 08     | 09     | 10     | 11     | 12     | 13     | 14     | Posición final      |
| ------------------ | -------------- | ------ | ------ | ------ | ------ | ------ | ------ | ------ | ------ | ------ | ------ | ------ | ------ | ------ | ------ | ------------------- |
| RV Racing Sports   | Dodge Cherokee | NP     | NP     | 2º     | 2º     | 18     | 24     | 11     | 17     | 6º     | 21     | 17     | NP     | NP     | NP     | 20º (275.50 puntos) |
| Ugalde Competición | Ford Falcon    | NP     | NP     | NP     | NP     | NP     | NP     | NP     | NP     | NP     | NP     | NP     | 16     | 10     | NP     | 20º (275.50 puntos) |

## Palmarés
| Título  | Categoría       | Automóvil                | Año  |
| ------- | --------------- | ------------------------ | ---- |
| Campeón | Top Race Series | Chevrolet Cruze I Series | 2016 |

## Galería de fotos

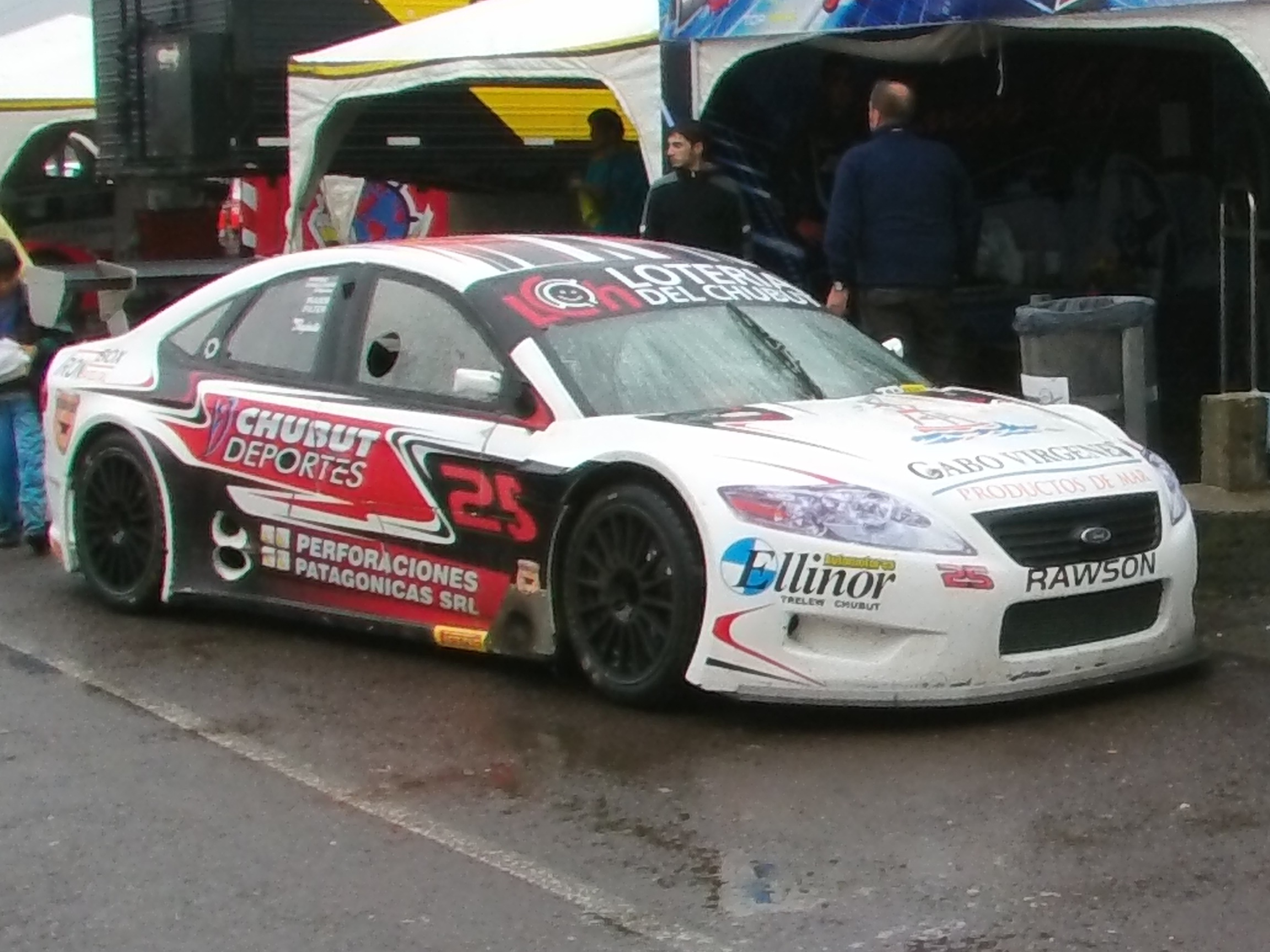
Unidad Ford Mondeo III usada por Lucas Valle en la Top Race Series, año 2013
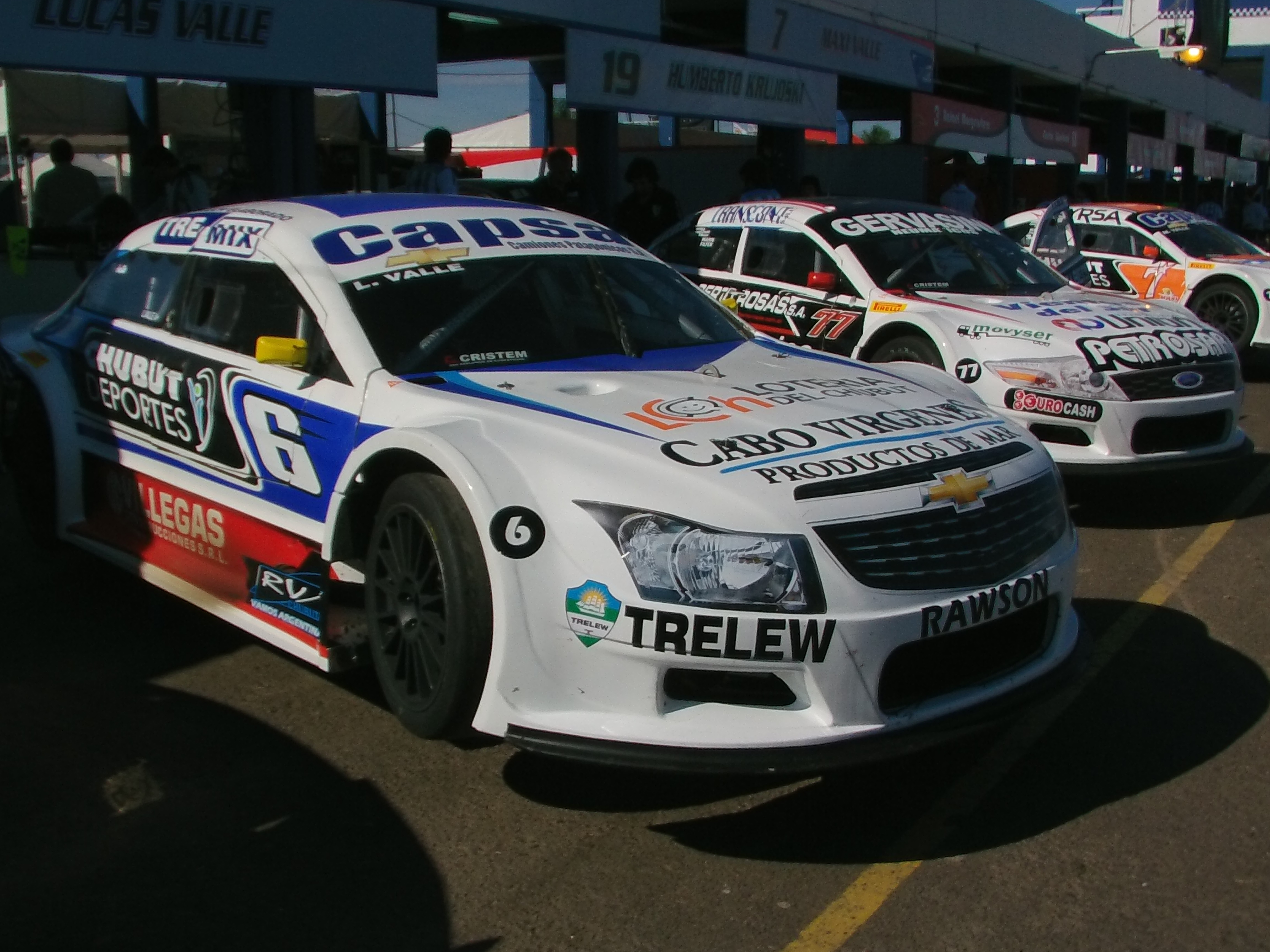
Unidad Chevrolet Cruze Series usada por Lucas Valle en la Top Race Series, año 2014.
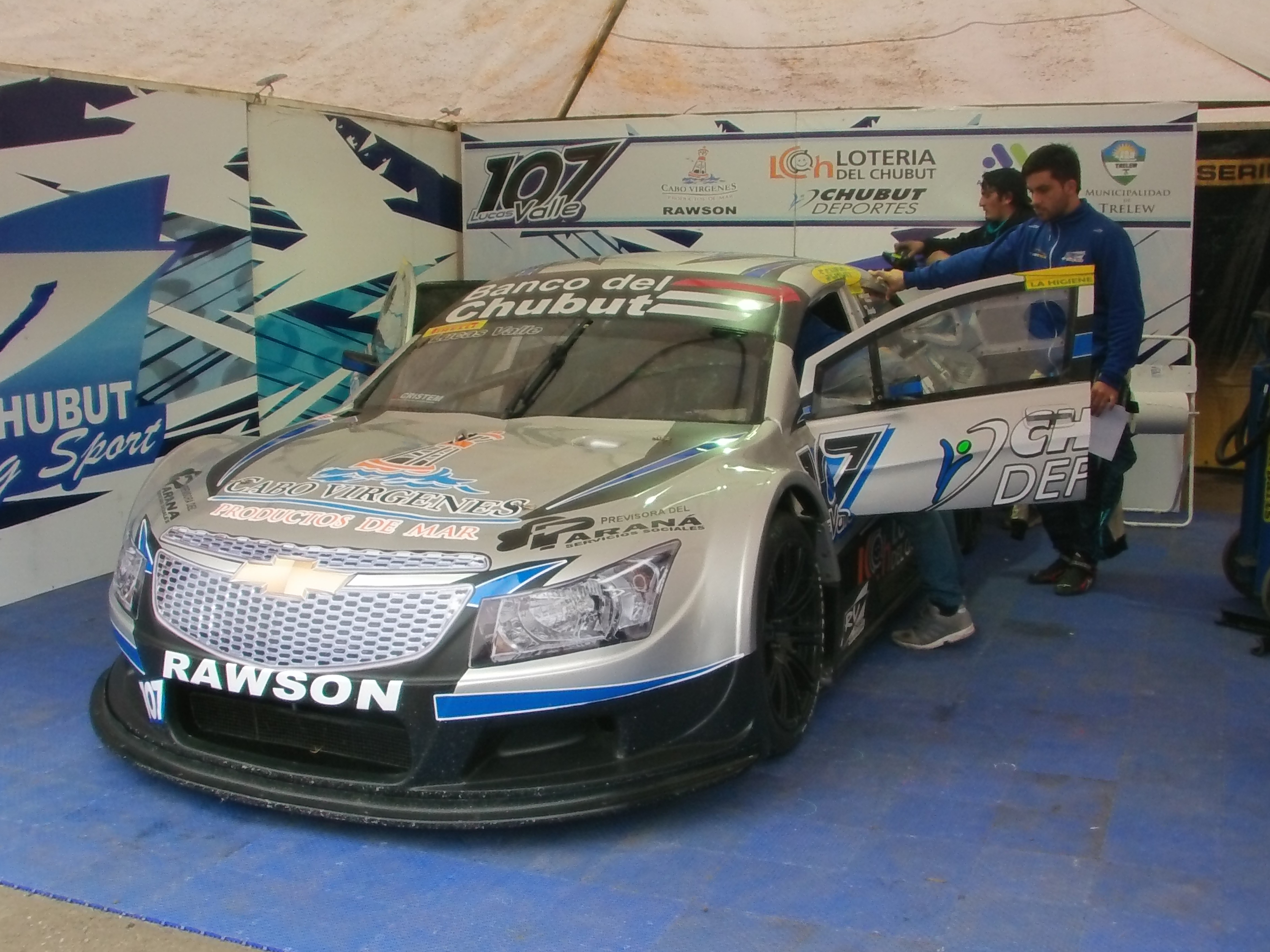
Unidad Chevrolet Cruze Series con la cual Lucas Valle se consagró campeón de la Top Race Series, año 2016.
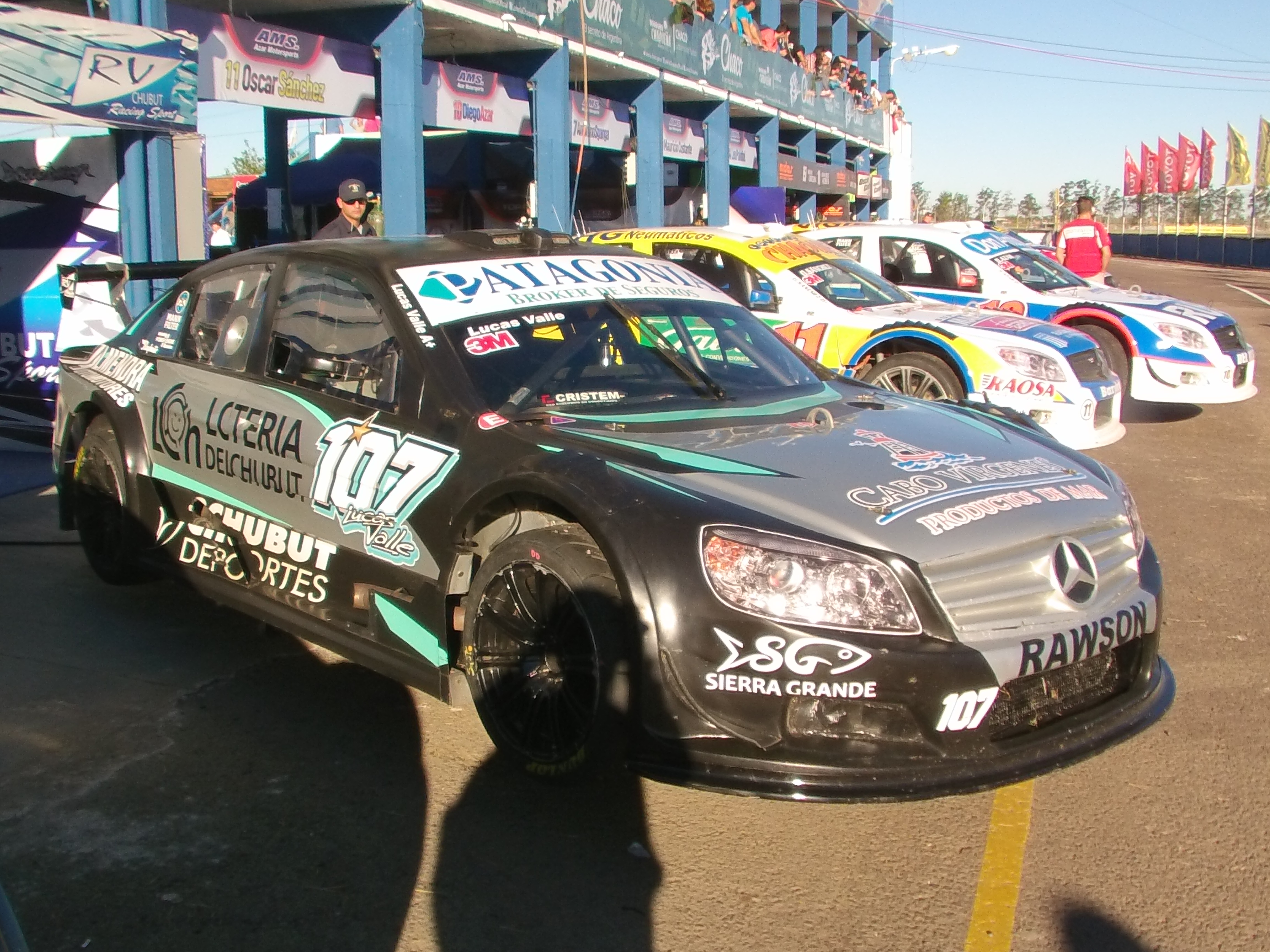
Unidad Mercedes-Benz C-204 usada por Lucas Valle en su debut en el Top Race V6, año 2017